# Nguyễn Ngọc Văn
Nguyễn Ngọc Văn (sinh năm 1944), là một sĩ quan cấp cao trong Quân đội nhân dân Việt Nam, hàm Trung tướng, nguyên Phó Tư lệnh kiêm Tham mưu trưởng Quân đoàn 14, Chỉ huy trưởng Bộ Chỉ huy Quân sự tỉnh Lạng Sơn, Chỉ huy trưởng Bộ Chỉ huy Quân sự tỉnh Hà Bắc, quyền Tư lệnh Quân khu 1, Viện trưởng Viện Chiến lược Bộ Quốc phòng.

## Thân thế và sự nghiệp
Ông quê tại xã Hoàng Ninh, huyện Việt Yên, tỉnh Bắc Giang. Học hết lớp 4 (hệ 10 năm).
Năm 1961, ông nhập ngũ, sau 3 tháng huấn luyện tân binh, ông được cử đi học lớp khẩu đội trưởng pháo binh. 
Năm 1962, đơn vị ông về đóng quân tại Tiên Yên, Quảng Ninh, tại đây, ông học bổ túc hết chương trình cấp 2 (tức Trung học Cơ sở bây giờ) rồi sau đó được cử đi học tại Trường Sĩ quan Pháo binh. 
Năm 1965, ra trường, ông được phân công về Trung đoàn 247 đóng quân tại Xuân Hòa
Năm 1966, trợ lý tham mưu của Trung đoàn 246 đóng quân tại Tuyên Quang. Năm 1967 cùng đơn vị vào chiến đấu tại Chiến trường B5 (Quảng Trị): tham gia Chiến dịch Mậu thân 1968 được đề bạt đại đội trưởng Hỏa lực, rồi cán bộ tiểu đoàn trong các chiến dịch Đường 9 Khe Sanh, Đường 9 Nam Lào...
Năm 1970, khi đang là tiểu đoàn trưởng độc lập, ông được điều sang làm trung đoàn phó Trung đoàn hỗn hợp chiến đấu tại Cửa Việt trong đội hình Sư đoàn 325
Năm 1973, được cử đi học bổ túc cán bộ trung đoàn nâng cao rồi về công tác tại Phòng Tác chiến Quân khu Trị Thiên Huế. 
Năm 1975, ông về công tác tại Phòng Tác chiến Quân khu 4, tiếp tục theo học hết chương trình cấp 3 (hết năm 1976) tại Trường Văn hóa Quân đội
Năm 1978, đi học tại Học viện Quốc phòng, ra trường về làm Sư đoàn phó Sư đoàn 337, Quân đoàn 14, Quân khu 1 phòng thủ tại Biên giới Lạng Sơn rồi Sư đoàn trưởng cho đến Phó Tư lệnh kiêm Tham mưu trưởng Quân đoàn 14 (1986). Sau đó ông được cấp trên giao nhiệm vụ làm Chỉ huy trưởng Bộ CHQS tỉnh Lạng Sơn, tổ chức mạng lưới quân sự làm nhiệm vụ phòng thủ thay cho cả Quân đoàn 14 rút về phía sau. 
Năm 1988, Tham mưu phó Quân khu 1.
Năm 1989, là Chỉ huy trưởng Bộ CHQS tỉnh Hà Bắc
Năm 1993, ông tiếp tục đi học
Năm 1995 lên là Phó Tư lệnh Quân khu 1.
Từ cuối năm 1996 đến năm 1997, là quyền Tư lệnh Quân khu 1.
Năm 1998 là Viện phó Viện Chiến lược Quân sự Bộ Quốc phòng.
Năm 2000, là Viện trưởng Viện Chiến lược Quân sự Bộ Quốc phòng.
Năm 2004, ông nghỉ hưu.
Trung tướng (2002). 